# 2012년 이집트 헌법
2012년 이집트 헌법은 2012년에 채택되어 햇수로 2년간 쓰였던 이집트의 기본 헌법이었다. 2012년 11월 30일에 제헌국회에 의해 승인된 뒤 12월 15일과 22일에 벌어진 국민투표를 통해 63.8%의 지지를 받아 통과된 후 12월 26일에 무함마드 모르시에 의해 서명됨으로써 발효되었다.
2012년 헌법은 기존의 막강한 대통령 권력을 없앴으며 의회 권한을 높였다. 재판 없이 고문이나 감금이 금지됐지만 호스니 무바라크 군부 독재 시절 장군들이 누렸던 특권이 상당 부분 복원됐다. 인권단체인 휴먼라이츠 워치는 임의적인 감금이나 고문이 일부 없어지기는 했지만 시민을 대상으로 한 군부재판 위험이 여전히 산재하며 표현과 종교의 자유 또한 제한되어 있다고 지적했다.
2013년 7월, 모르시가 실각하고 군부가 집권하면서, 헌법 개정이 추진되었다. 2014년 1월 14~15일에 걸쳐 새 헌법에 대한 국민투표가 있었다. 찬성률 98.1%로 가결되어 2014년 이집트 헌법이 시행된다.